# Розбиття Хегора
Розбиття Хегора — розбиття компактного орієнтованого тривимірного многовиду на два тіла з ручками.
Названо на честь Пола Хегора, який поклав початок вивченню таких розбиттів 1898 року.

## Конструкція
Для будь-якого компактного тривимірного многовиду {\displaystyle M} існує поверхня {\displaystyle S}, яка розрізає {\displaystyle M} на два тіла з ручками, тобто на многовиди, гомеоморфні замкнутій області евклідового простору, обмеженій поверхнею.
Рід поверхні {\displaystyle S} називають родом розбиття. Розбиття {\displaystyle M} називають мінімальним, якщо {\displaystyle M} не допускає розбиття меншого роду. Мінімальне значення роду поверхні називають родом Хегора многовиду {\displaystyle M}.

## Приклади
- Тривимірна сфера {\displaystyle S^{3}} допускає розбиття Хегора роду нуль. Інакше кажучи, 2-вимірна сфера розрізає {\displaystyle S^{3}} на дві кулі.
  - Більш того, всі многовиди, що допускають розбиття Хегора роду нуль, гомеоморфні {\displaystyle S^{3}}.
- Вкладений тор розбиває сферу на два повні тори, що дає інше розбиття Хегора {\displaystyle S^{3}} роду 1. (Див. також розшарування Гопфа.)
- Лінзові простори допускають розбиття Хегора роду один. Інакше кажучи, будь-який лінзовий простір можна розрізати тором на два повні тори.

## Властивості
- Лема Александера: з точністю до ізотопії, існує єдине (кусково-лінійне) вкладення двовимірної сфери в тривимірну сферу.
  - Цю теорему можна переформулювати так: тривимірна сфера {\displaystyle S^{3}} допускає єдине розбиття Хегора роду нуль.

- Теорема Вальдгаузена[2]: кожне розбиття {\displaystyle S^{3}} виходить з розбиття роду нуль операцією зв'язної суми з розбиттям сфери роду 1.

- Теорема Рейдемейстера — Зінгера: для будь-якої пари розбиттів {\displaystyle H_{1}} і {\displaystyle H_{2}} многовиду {\displaystyle M} існує третє розбиття {\displaystyle H}, яке є стабілізацією обох. Тобто {\displaystyle H} можна отримати з {\displaystyle H_{1}} і {\displaystyle H_{2}} взяттям зв'язної суми з розбиттям {\displaystyle S^{3}} роду 1.

- Будь-яка мінімальна поверхня в тривимірному рімановому многовиді додатної кривини задає розбиття Хегора.